# Gos d'assistència

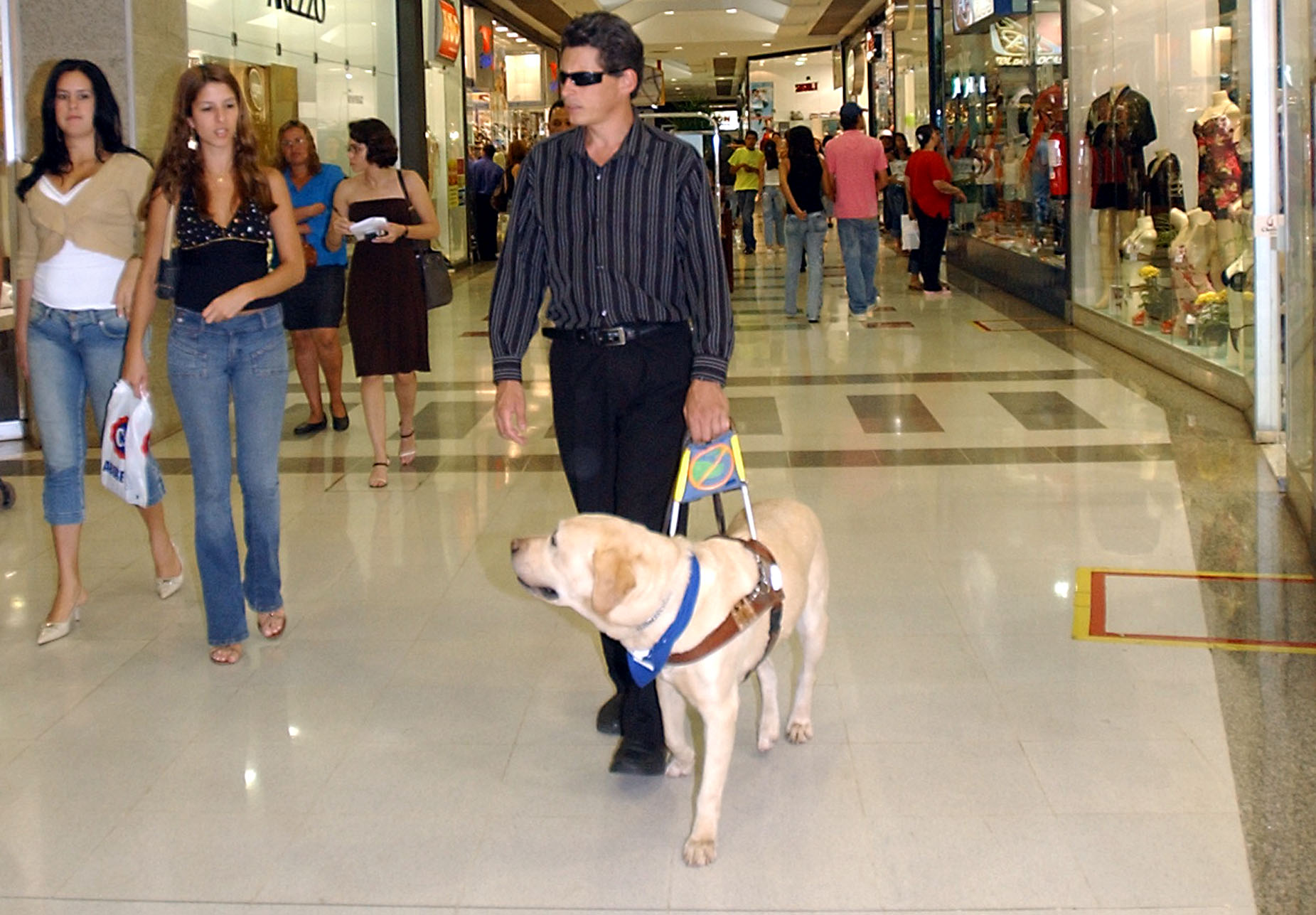
Persona cega amb el seu gos guia.

Un gos d'assistència és aquell gos entrenat per ajudar i assistir una persona amb alguna discapacitat.
Molts d'aquests gossos són entrenats per associacions específiques, mentre d'altres ho són pels mateixos usuaris amb ajuda d'un entrenador caní professional o sense ajuda.

## Varietat de definicions a Espanya
A Espanya, hi ha quatre definicions de gos d'assistència, les de les comunitats autònomes d'Euskadi, Galícia, Comunitat Valenciana i Catalunya.
De forma genèrica, es pot considerar gos d'assistència aquell gos que, havent estat ensinistrat en centres especialitzats oficialment reconeguts, hagi conclòs l'ensinistrament i adquirit així les aptituds necessàries per a l'acompanyament, conducció i auxili de persones amb discapacitat.

## Classificació
De forma àmplia i divulgativa es podrien detallar fins a sis categories de gossos d'assistència. La major part dels gossos estaran entrenats per a una d'aquestes funcions, encara que n'existeixen alguns amb coneixements combinats.
- Gossos guia o Gos pigall. Ensinistrat per guiar una persona amb discapacitat visual o ceguera.
- Gossos de senyalització de sons. Els gossos senyal o gossos per a persones sordes estan ensinistrats per avisar físicament les persones amb discapacitat auditiva de diferents sons quotidians i conduir-los a la seva font de procedència, o alertar-les en el cas de sons com les alarmes.
- Gossos de servei. Ensinistrats per ajudar persones amb alguna discapacitat física en les activitats de la vida diària, tant en el seu entorn privat com a l'entorn extern. Exemples d'això són l'assistència per a la mobilitat, petició d'ajuda mitjançant telèfon o sistema de comunicació exterior, transport d'informació, bloqueig de la persona davant un objecte o situació de perill, etc.
- Gossos d'avís. Ensinistrats per donar alerta mèdica a les persones que pateixen epilèpsia, diabetis ...
- Gossos per a persones amb trastorns de l'espectre autista. Ensinistrats per tenir cura de la integritat física d'una persona amb trastorns de l'espectre autista, guiar-la i controlar les situacions d'emergència que pugui patir.
- Gossos inclosos en projectes de teràpia assistida amb animals de companyia, destinats a visites a hospitals, centres geriàtrics, pisos tutelats, centres per a persones amb discapacitat, habitatges particulars, etc.